# رودولف پوما
رودولف پوما (انگلیسی: Rodolphe Poma؛ ۱۲ اکتبر ۱۸۸۵ – 1954) قایقران روئینگ اهل بلژیک بود.
وی در مسابقات کشوری و بین‌المللی در مجموع برندهٔ ۳ مدال طلا، ۴ مدال نقره شده‌است.